# Leticia Boscacci
Pour les articles homonymes, voir Boscacci.
Leticia Boscacci (née le 8 novembre 1985) est une joueuse de volley-ball argentine.

## Carrière
Elle participe avec l'équipe nationale argentine à la Coupe panaméricaine de volleyball (en 2005, 2006, 2007, 2008, 2009, 2010, 2011, 2012, 2013, 2014, 2015 (en)), le Grand Prix mondial FIVB de volleyball (en 2011, 2012, 2013, 2014, 2015, 2016 (en)), la Coupe du monde FIVB de volleyball féminin (en 2011, 2015),, le Championnat du monde FIVB de volleyball féminin en Italie, les Jeux panaméricains de 2015 au Canada et les Jeux olympiques d'été de 2016 au Brésil. 
Au niveau du club, elle a joué pour Alianza Jesús María, General Paz Juniors, Olímpico de Freyre, Banco Nación, Ícaro Alaró, CDU Granada, Haro Rioja, SES Calais, Cuesta Piedra,, Volley Soverato, Olympiacos, Kanti et Alba Blaj  avant de rejoindre le Dinamo București en 2016. 

## Clubs
- Alianza Jesús María
- General Paz Juniors (2002–2004)
- Olimpico Freyre (2004–2005)
- Club Banco Nación (2005–2006)
- Ícaro Alaró (2006–2007)
- CDU Granada (2007–2008)
- CV Haro (2008–2009)
- Stella Étoile Sportive Calais (2009–2010)
- CV Cuesta Piedra (2010–2011)
- Volley Soverato (2011–2014)
- Olympiacos Piraeus (2014–2015)
- VC Kanti Shaffhausen (2015–2015)
- CS Volei Alba-Blaj (2015–2016)
- CS Dinamo București (depuis 2016)